# استان نامیبه
استان نامیبه (به لاتین: Namibe Province) یکی از استان‌های کشور آنگولا است.

## خصوصیات
استان نامیبه ۵۷٬۰۹۱ کیلومترمربع مساحت و ۴۷۱٬۶۱۳ نفر جمعیت دارد.